# Algarve Pro Racing
Algarve Pro Racing (ou Algarve Pro Racing Team) est une écurie portugaise de sport automobile fondée en 2010 par Stewart et Samantha Cox. Après avoir concouru en Eurocup Mégane Trophy, l'écurie s'engage en 2013, en European Le Mans Series avec une Oreca FLM 09 dans la catégorie monotype LMPC. En 2015, toujours en European Le Mans Series, Algarve Pro Racing se lance dans la catégorie LMP2 avec une Ligier JS P2. Elle se classe douzième du championnat mais dans la seconde partie de saison elle termine vice-champion en Asian Le Mans Series 2015-2016.

## Histoire en compétition

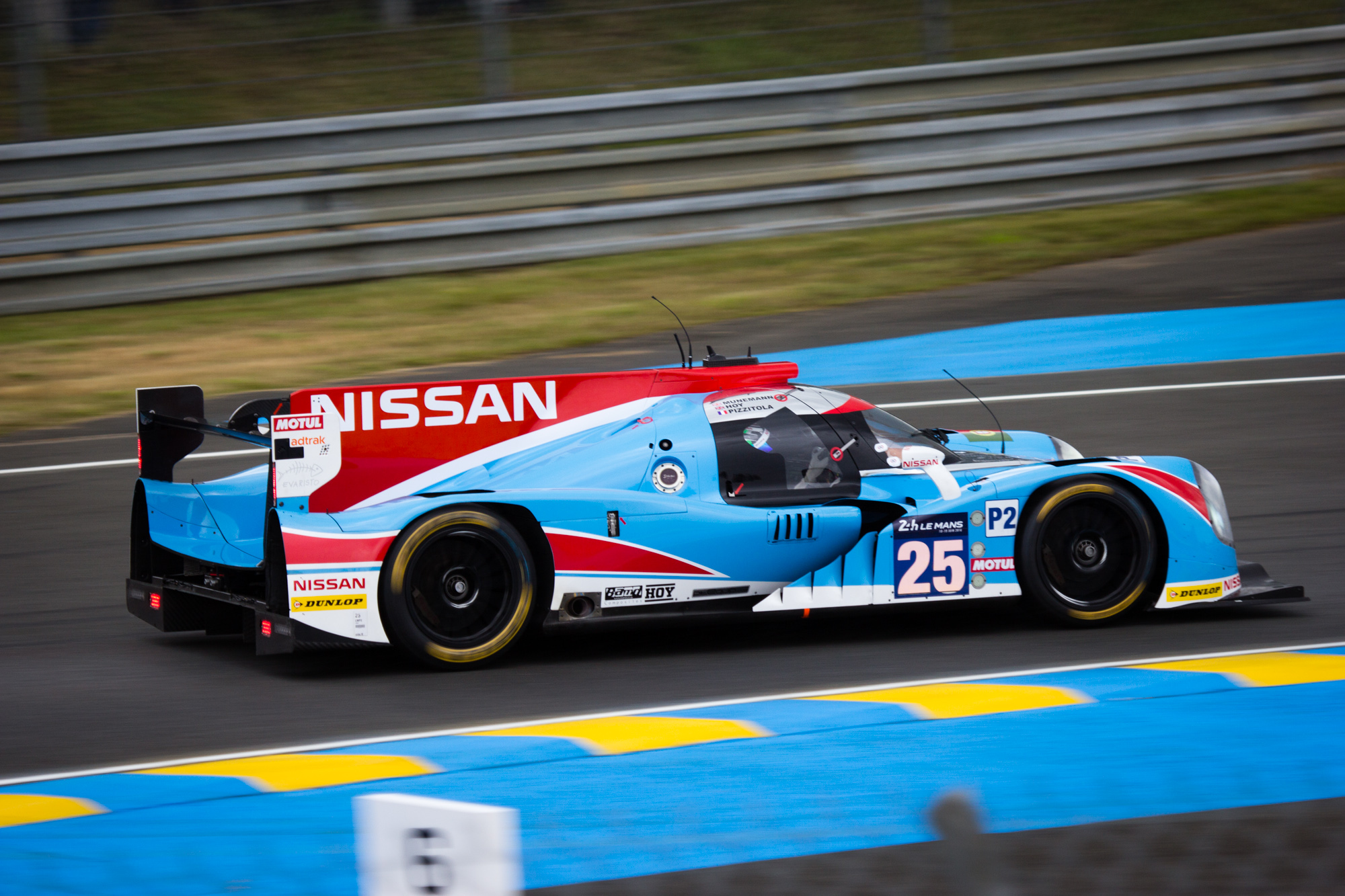
La Ligier JS P2 lors des 24 Heures du Mans 2016.

Après avoir concouru en Eurocup Mégane Trophy, l'écurie s'engage en 2013, en European Le Mans Series avec une Oreca FLM 09 dans la catégorie monotype LMPC.
En 2015, l'équipe portugaise acquiert la Ligier JS P2 utilisée en 2014 par Thiriet by TDS Racing et se lance dans la catégorie LMP2. L'objectif est de prendre part à la totalité du championnat European Le Mans Series ainsi qu'aux 24 Heures du Mans. Michael Munemann est le seul pilote confirmé. Après des essais réalisés sous la pluie sur le circuit de Valence, il s'exprime : « Après des tests positifs de quatre jours, nous avons eu la chance d’avoir une journée de pluie à Valencia. Après trois longs relais avec les pneus Dunlop, l’équipe s’est montrée satisfaite de ma performance en me laissant plus de temps dans l’auto ».
Elle se classe douzième de l’European Le Mans Series 2015 et deuxième de la saison Asian Le Mans Series 2015-2016.
En 2016, l’écurie n'est que réserviste sur la liste officielle des engagés des 24 Heures du Mans. Finalement, elle bénéficie du forfait de l'Aston Martin V8 Vantage GTE de TDS Racing ainsi que celui de la Gibson 015S de Greaves Motorsport,.

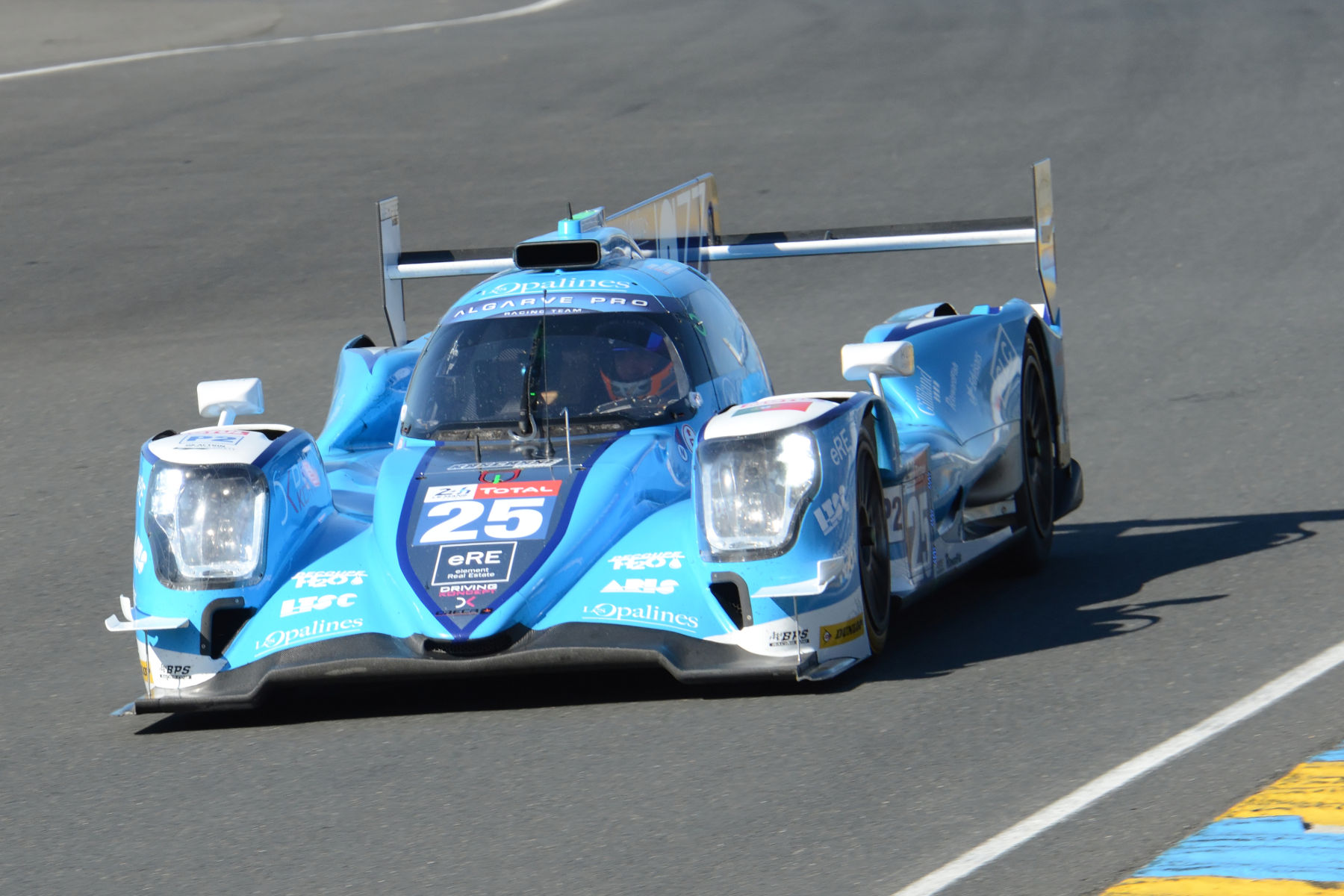
L'Oreca 07 de l'écurie Algarve Pro Racing lors des 24 Heures du Mans 2019

En 2019, l'écurie s'est engagée dans une nouvelle campagne en European Le Mans Series avec 2 Oreca 07. Mark Patterson, le revenant au sein de l'écurie Andrea Pizzitola et John Falb ont constitué l'équipage de la première voiture. Tacksung Kim, James French et Henning Enqvist ont constitué l'équipage de la seconde voiture,. Lors des essais de la seconde manche du championnat, les 4 Heures de Monza, les deux voitures de l'écurie ont été accidentées à la suite d'une rupture mécanique sur la n°25 pilotée par Mark Patterson qui sortie de la piste et rentra en collision avec la n°31 pilotée par Tacksung Kim. Le châssis de la n°31 a été détruit et pour participer à la course, l'écurie acheta un châssis à l'écurie française Graff tandis que la n°25 a été réparée. À la suite de l'accident, Mark Patterson a souffert d'une blessure à la hanche et mis fin à sa saison.  Pour les 24 Heures du Mans, l'équipage engagé par l'écurie a été remanié à la suite de la blessure de Mark Patterson et David Zollinger le remplaça au pied levé. 
 C’était la première expérience de l’équipe avec l’Oreca 07 ainsi que John Falb pour la classique mancelle. Ils terminèrent en 10e position au général et 8e en LMP2. Sans le  souci de frein à disque qui avait explosé durant la nuit, une 8e place au général. À la suite de cette course, et pour le reste des manches du championnat European Le Mans Series, Olivier Pla remplaça Mark Patterson au sein de l'équipage de la première voiture. En plusieurs occasions, une des voitures de l'écurie avait le potentiel pour monter sur le podium, mais des soucis de fiabilité n’ont pas permis de transformer ces opportunités. En fin d'année, L'écurie a annoncé son programme pour l'Asian Le Mans Series. Pour cette nouvelle campagne, elle s'est associée avec l'écurie russe G-Drive Racing avec un équipage très compétitif avec les comme pilotes Roman Rusinov, Léonard Hoogenboom et James French. L'écurie a débuté le championnat de la meilleure manière en remportant les deux premières manches, les 4 Heures de Shanghai et les 4 Heures du Bend. Une 3e place aux 4 Heures de Sepang et une 2e place aux 4 Heures de Buriram ont permis à l'écurie de remporter le championnat avec 1 point d'avance sur la Dallara P217 de l'écurie Thunderhead Carlin Racing et d'être invitée automatiquement aux 24 Heures du Mans 2020.
En 2020, Stewart Cox a fait part de sa volonté de faire évoluer ses équipages. En effet, jusqu'à présent, il avait pour habitude de mêler pilotes professionnels et gentlemen dans ses équipages mais pour cette nouvelle saison, il ne souhaite pas pour autant avoir obligatoirement un pilote bronze par équipage. Quelque temps plus tard, l'écurie a annoncé l'engagement de 2 Oreca 07 pour l'intégralité du championnat European Le Mans Series avec comme équipage Loïc Duval, Henning Enqvist et Jon Lancaster pour la première voiture et Gabriel Aubry, John Falb et Simon Trummer pour la seconde voiture. Goodyear et l'horloger B.R.M ont également rejoint l'écurie en tant que partenaire pour cette saison. Durant la première course de la saison, les 4 Heures du Castellet, la voiture n°24, pilotée par Loïc Duval, Henning Enqvist et Jon Lancaster, a montré de bonnes performances en progressant jusqu'à la 3e place durant la course et aurait pu monter sur le podium si des incidents de course ne l'avait pas pénalisée. Concernant la voiture n°25, une crevaison lors du tour de formation a définitivement ruiné le potentiel de la voiture. Néanmoins, à l'issue de ce week-end, les performances des 2 voitures ont rassuré et présage d'une bonne saison 2020.

## Résultats en compétition automobile

### Résultats aux24 Heures du Mans

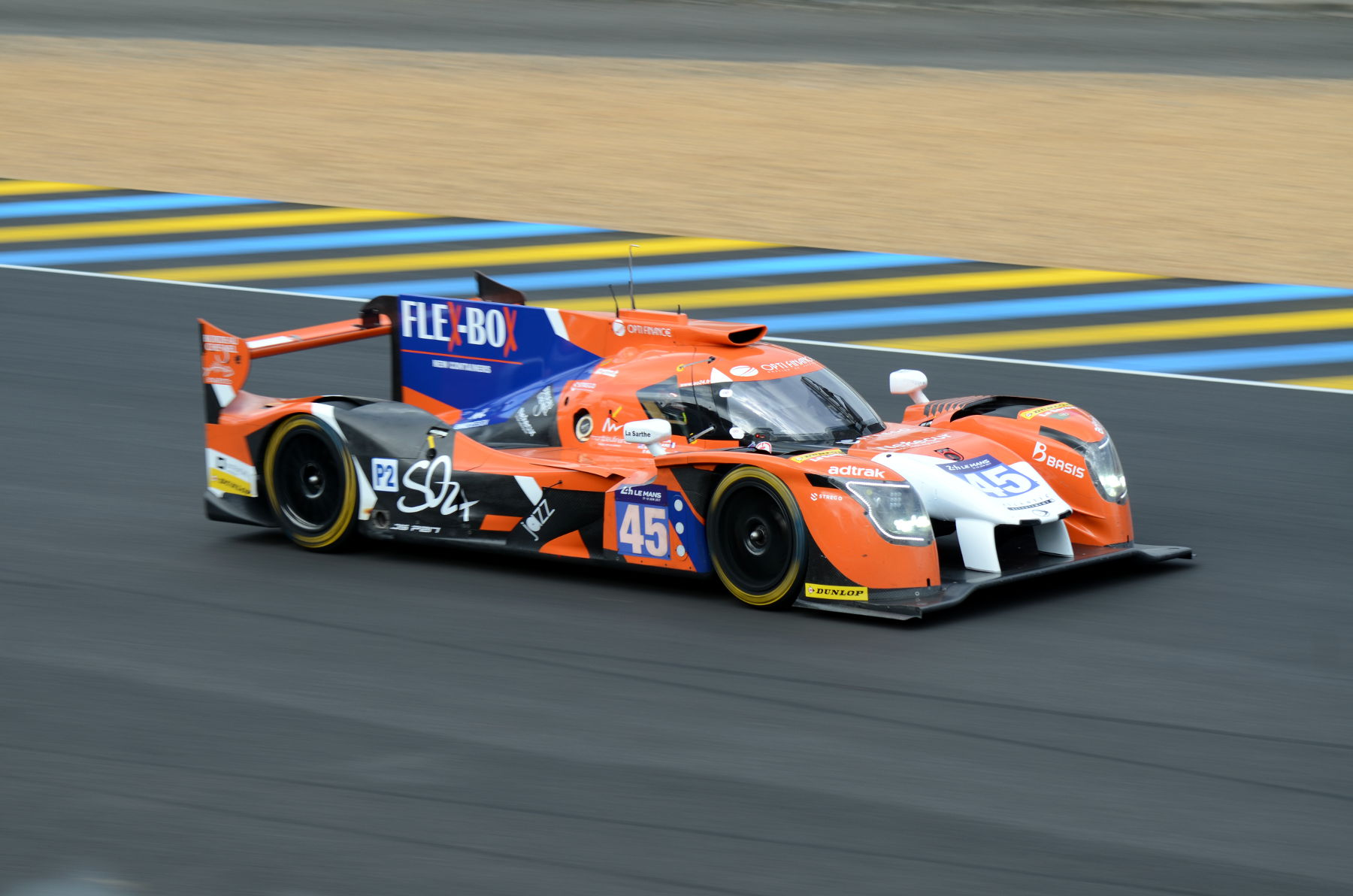
la Ligier JS P217 de l'écurie Algarve Pro Racing lors des 24 Heures du Mans 2017

| Année | Classe | no | Pilotes                                           | Voiture        | Pneus | Tours | Pos. |
| ----- | ------ | -- | ------------------------------------------------- | -------------- | ----- | ----- | ---- |
| 2016  | LMP2   | 25 | Chris Hoy Michael Munemann Andrea Pizzitola       | Ligier JS P2   | D     | 342   | 17e  |
| 2017  | LMP2   | 45 | Mark Patterson Matthew McMurry Vincent Capillaire | Ligier JS P217 | D     | 330   | 32e  |
| 2018  | LMP2   | 45 | Mark Patterson Ate de Jong Tacksung Kim           | Ligier JS P217 | D     | 237   | Abd. |
| 2019  | LMP2   | 45 | David Zollinger Andrea Pizzitola John Falb        | Oreca 07       | D     | 357   | 15e  |
| 2022  | LMP2   | 45 | James Allen René Binder Steven Thomas             | Oreca 07       | G     |       |      |
| 2022  | LMP2   | 47 | Jack Aitken John Falb Sophia Flörsch              | Oreca 07       | G     |       |      |

### Résultats enChampionnat du monde d'endurance
| Année | Classe | no | Voiture  | Pneus | 1      | 2      | 3     | 4   | 5   | 6   | Total | Pos. |
| ----- | ------ | -- | -------- | ----- | ------ | ------ | ----- | --- | --- | --- | ----- | ---- |
| 2022  | LMP2   | 45 | Oreca 07 | G     | SEB 11 | SPA 11 | LMS 1 | MON | FUJ | BHN | 0*    | 13e* |

* Saison en cours.

### Résultats enEuropean Le Mans Series
| Année | Classe | no | Voiture        | Pneus | 1        | 2        | 3        | 4      | 5        | 6      | Total | Pos. |
| ----- | ------ | -- | -------------- | ----- | -------- | -------- | -------- | ------ | -------- | ------ | ----- | ---- |
| 2015  | LMP2   | 25 | Ligier JS P2   | D     | SIL      | IMO      | RBR 10   | LEC 8  | EST 7    |        | 11    | 12e  |
| 2016  | LMP2   | 25 | Ligier JS P2   | D     | SIL 10   | IMO Abd. | RBR 5    | LEC 7  | SPA 9    | EST    | 19    | 9e   |
| 2017  | LMP2   | 25 | Ligier JS P217 | D     | SIL Abd. | MON NC   | RBR NC   | LEC 8  | SPA Abd. | POR 11 | 4.5   | 13e  |
| 2018  | LMP2   | 25 | Ligier JS P217 | D     | LEC 16   | MON 13   | RBR 17   | SIL 11 | SPA 13   | POR 10 | 3.25  | 18e  |
| 2018  | LMP2   | 31 | Oreca 07       | D     | LEC 15   | MON 8    | RBR 6    | SIL 5  | SPA 15   | POR 12 | 23.25 | 9e   |
| 2019  | LMP2   | 25 | Oreca 07       | D     | LEC 14   | MON 12   | BAR 6    | SIL 6  | SPA 10   | POR 5  | 28    | 9e   |
| 2019  | LMP2   | 31 | Oreca 07       | D     | LEC 12   | MON 14   | BAR 12   | SIL 9  | SPA 13   | POR 11 | 4.5   | 13e  |
| 2020  | LMP2   | 24 | Oreca 07       | G     | LEC 6    | SPA 12   | BAR Abd. | MON 8  | POR 12   |        | 13    | 13e  |
| 2020  | LMP2   | 25 | Oreca 07       | G     | LEC 10   | SPA 9    | BAR 5    | MON 11 | POR 8    |        | 19,5  | 11e  |
| 2021  | LMP2   | 24 | Oreca 07       | G     | BAR 12   | RBR 8    | LEC 7    | MON 10 | SPA Nc.  | POR 3  | 27.5  | 10e  |
| 2022  | LMP2   | 19 | Oreca 07       | G     | LEC 2    | IMO 8    | MON      | BAR    | SPA      | POR    | 22*   | 5e*  |
| 2022  | LMP2   | 47 | Oreca 07       | G     | LEC 17   | IMO 15   | MON      | BAR    | SPA      | POR    | 0*    | 13e* |

* Saison en cours.

### Résultats enAsian Le Mans Series
| Année     | Classe | no | Voiture      | Pneus | 1               | 2               | 3               | 4               | Position | Points |
| --------- | ------ | -- | ------------ | ----- | --------------- | --------------- | --------------- | --------------- | -------- | ------ |
| 2015-2016 | LMP2   | 25 | Ligier JS P2 | M     | FUJ             | SEP 2           | THA 2           | SEP 3           | 2e       | 53     |
| 2016-2017 | LMP2   | 24 | Ligier JS P2 | M     | ZHU 2           | FUJ 4           | THA 3           | SEP 3           | 3e       | 60     |
| 2016-2017 | LMP2   | 25 | Ligier JS P2 | M     | ZHU 3           | FUJ 3           | THA 2           | SEP 1           | 1re      | 76     |
| 2017-2018 | LMP2   | 25 | Ligier JS P2 | M     | ZHU 5           | FUJ 5           | THA Abd.        | SEP Abd.        | 6e       | 20     |
| 2018-2019 | LMP2   | 24 | Ligier JS P2 | M     | SHA Abd.        | FUJ gén:1 cls:1 | THA gén:2 cls:2 | SEP gén:1 cls:1 | 2e       | 69     |
| 2018-2019 | LMP2   | 25 | Ligier JS P2 | M     | SHA gén:5 cls:5 | FUJ gén:9 cls:7 | THA gén:5 cls:5 | SEP Abd.        | 7e       | 26     |
| 2019-2020 | LMP2   | 25 | Oreca 07     | M     | SHA 1           | BEN 1           | SEP 3           | CHA 2           | 1re      | 83     |

## Palmarès
- Asian Le Mans Series 2015-2016 : vice-champion
- Asian Le Mans Series 2016-2017 : champion
- Asian Le Mans Series 2018-2019 : vice-champion
- Asian Le Mans Series 2019-2020 : Champion

## Pilotes
- James Allen (2022)
- Gabriel Aubry (2020)
- René Binder (2022)
- Richard Bradley (2021)
- Vincent Capillaire (2017)
- Nicky Catsburg (2016-2017)
- Ryan Cullen (2018)
- Loic Duval (2020)
- Henning Enqvist (2019-2020)
- John Falb (2019-2020, 2022)
- Anders Fjordbach (2018-2019)
- Sophia Flörsch (2021-2022)
- James French (2019-2020)
- Parth Ghorpade (2016)
- John Graham (2017-2018)
- Jonathan Hirschi (2016-2017)
- Léonard Hoogenboom (2019-2020)
- Chris Hoy (2016)
- Ate De Jong (2017-2019)
- Tacksung Kim (2016-2019)
- Dean Koutsoumidis (2015-2018)
- Jon Lancaster (2020)
- Arjun Maini (2020)
- Matthew McMurry (2016-2018)
- Chris McMurry (2018-2019)
- Diego Menchaca (2021)
- Gustavo Menezes (2018)
- Michael Munemann (2015-2017)
- Harrison Newey (2018-2019)
- Mark Patterson (2016-2019)
- Alex Peroni (2022)
- Andrea Pizzitola (2016-2019)
- Olivier Pla (2019)
- Aidan Read (2016-2027)
- Andrea Roda (2015-2017)
- Roman Rusinov (2019-2020)
- Steven Thomas (2022)
- Simon Trummer (2020)
- Bent Viscaal (2022)
- Ferdinand von Habsburg (2021)
- James Winslow (2015-2016)
- David Zollinger (2019)